# 克雷基
克雷基（法語：Créquy，法語發音：[kʁeki]）是法国上法蘭西大區加来海峡省的一个市镇，属于蒙特勒伊区。

## 地理
克雷基（50°29'38"N, 2°2'49"E）面积20.4 平方千米，位于法国上法蘭西大區加来海峡省，该省份为法国北部沿海省份，西北濒北海，南至索姆省，东临北部省。
与克雷基接壤的市镇（或旧市镇、城区）包括：韦尔绍克、托尔西、普朗克、鲁瓦永、兰博瓦勒、吕索维尔、桑莱弗雷桑、新库佩勒、旧库佩勒、昂布里、弗吕日、埃尔利。
克雷基的时区为UTC+01:00、UTC+02:00（夏令时）。

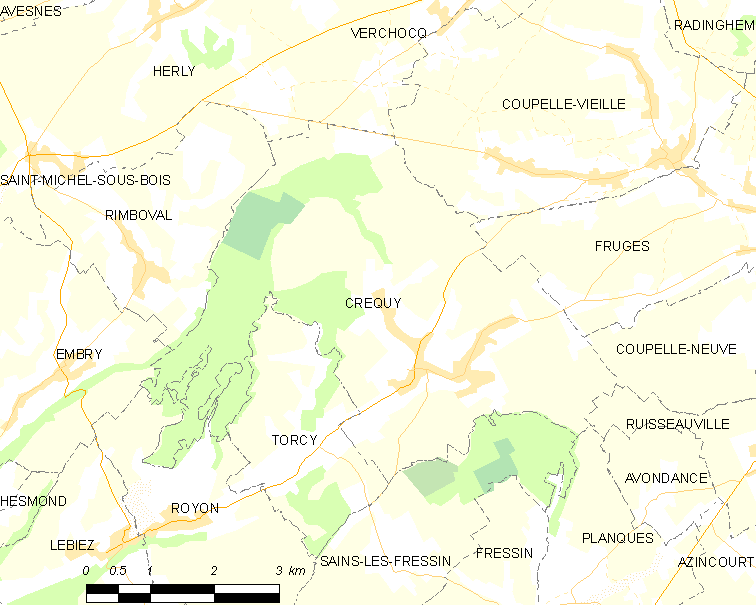
克雷基的OSM定位图

## 行政
克雷基的邮政编码为62310，INSEE市镇编码为62257。

## 政治
克雷基所属的省级选区为弗吕日县。

## 人口

1962-2008年间克雷基人口变化图示

克雷基于2022年1月1日时的人口数量为463人。